# Pedro Gnavi
Pedro Alberto José Gnavi (1917-1990) fue un marino argentino, que tuvo activa participación en los sucesos cívico-militares que se desarrollaron en su país durante la década de 1960 y principios de años setenta. Alcanzó el grado de almirante e integró una de las Juntas de Comandantes en Jefe de las Fuerzas Armadas de la autodenominada Revolución Argentina.

## Historia

### Desempeño como oficial intermedio
Era capitán de fragata y comandante del torpedero ARA Cervantes en 1955. Como tal, estuvo en el golpe de Estado de septiembre de 1955, bajo el mando del almirante Isaac Rojas, sufriendo su nave el ataque de aviones de caza Gloster Meteor de la Aeronáutica leal. Los aviones ametrallaron con fuego de 20 mm, dejando 21 heridos.
No participó en el derrocamiento del gobierno constitucional del presidente Arturo Frondizi. En 1962, en el marco de los enfrentamientos entre las dos facciones en las que se hallaban divididos los jefes castrenses (azules y colorados), tomó partido por la facción azul.

### Llegada al almirantazgo
Ya ascendido a contraalmirante también participó del golpe militar que depuso al gobierno constitucional de Arturo Umberto Illia el 28 de junio de 1966.

### Comandante de la Armada
En el año 1968 el presidente de facto Juan Carlos Onganía dispone el relevo de los tres comandantes en jefe de las fuerzas armadas, teniente general Julio Rodolfo Alsogaray, almirante Benigno Ignacio Marcelino Varela y brigadier general Adolfo Teodoro Álvarez, los cuales son reemplazados por el general de división Alejandro Agustín Lanusse, el ya vicealmirante Pedro Alberto José Gnavi, y el brigadier mayor Jorge Miguel Martínez Zuviría. Pedro Gnavi se haría cargo de la titularidad de la Armada el 4 de octubre de 1968.
Entre el 8 y el 18 de junio de 1970, ya con el grado de almirante, se desempeñó como presidente de la Junta de Comandantes en Jefe de las Fuerzas Armadas, que asumió la dirección del Estado tras la destitución, efectuada por la misma Junta, del presidente de facto de la Nación Juan Carlos Onganía.
Debido a ciertas denuncias por la conducción económica de la Armada, que motivaron la formación de un Tribunal de Honor, y disconformidad de varios contraalmirantes, en octubre de 1971 el almirante Gnavi solicita su pase a retiro (haciéndose efectivo el año siguiente)  y resigna su cargo en la Junta de Comandantes en Jefe, siendo reemplazado por el almirante Carlos Guido Natal Coda, quien asumió el 3 de enero de 1972.

### Arresto
En mayo de 1977 fue arrestado por el también régimen militar de Jorge Rafael Videla, en el marco de una investigación por presuntas irregularidades financieras en el contrato suscrito por el Estado Nacional con la empresa privada Aluminio Argentina (Aluar), cuando se desempeñaba como integrante de la Junta de Comandantes en Jefe de las Fuerzas Armadas en 1971.